# Optus B3
O Optus B3 (Ex-Aussat B3) é um satélite de comunicação geoestacionário australiano que foi construído pela Hughes, ele está localizado na posição orbital de 164 graus de longitude leste e é operado pela Optus Communications Pty., Ltd. (atual SingTel Optus Pty Limited). O satélite foi baseado na plataforma HS-601 e sua expectativa de vida útil era de 10 anos.

## História
A Empresa de satélite nacional da Austrália, a Optus Communications Pty., Ltd. (atual SingTel Optus Pty Limited), se tornou o primeiro cliente a comprar o satélite modelo Hughes 601 em julho de 1988, quando ordenou a construção de dois satélites de alta potência a ser entregue em órbita para o seu sistema de segunda geração. Em janeiro de 1992, a empresa australiana, conhecida como AUSSAT Pty., Ltd., tornou-se parte da Optus Communications Pty., Ltd., nova operadora de telecomunicações de propriedade privada do país. Os satélites foram chamados de série Optus B.
O Optus B3 tinha um subsistema de energia elétrica que utilizava dois painéis solares de rastreamento de sol para gerar 3200 watts. Os três painéis de asas de matriz solar, eram cobertos com grande área de células solares de silício K4-3/4. Cada painel tinha 2,54 metros por 2,16 metros. A bateria de níquel-hidrogênio de 28 células fornecia capacidade para o satélite funcionar normalmente durante as operações de eclipse, quando o satélite passa pela sombra da Terra.
Em meados de 1998, o satélite foi vendida para a Commonwealth Bank of Australia Ltd (CBA) por 206.000.000 $ e alugados a partir do banco.
O mesmo foi substituído pelo Optus D2 em janeiro de 2008 e ele pode agora ser transferido para outro lugar ou para a órbita cemitério. 

## Lançamento
O satélite foi lançado com sucesso ao espaço no dia 27 de agosto de 1994, às 21:10 UTC, por meio de um veiculo Longa Marcha 2E, lançado a partir do Centro Espacial de Xichang, na China. Ele tinha uma massa de lançamento de 2.858 kg.

## Capacidade e cobertura
O Optus B3 é equipado com 15 transponders em banda Ku que abrangem a Austrália e Nova Zelândia. Fornecendo transmissões de telefonia, televisão, comunicações móveis, controle de tráfego aéreo. O mesmo também tem um transponder de banda L, um farol de banda Ka e retrorefletor laser.